# Lions Club

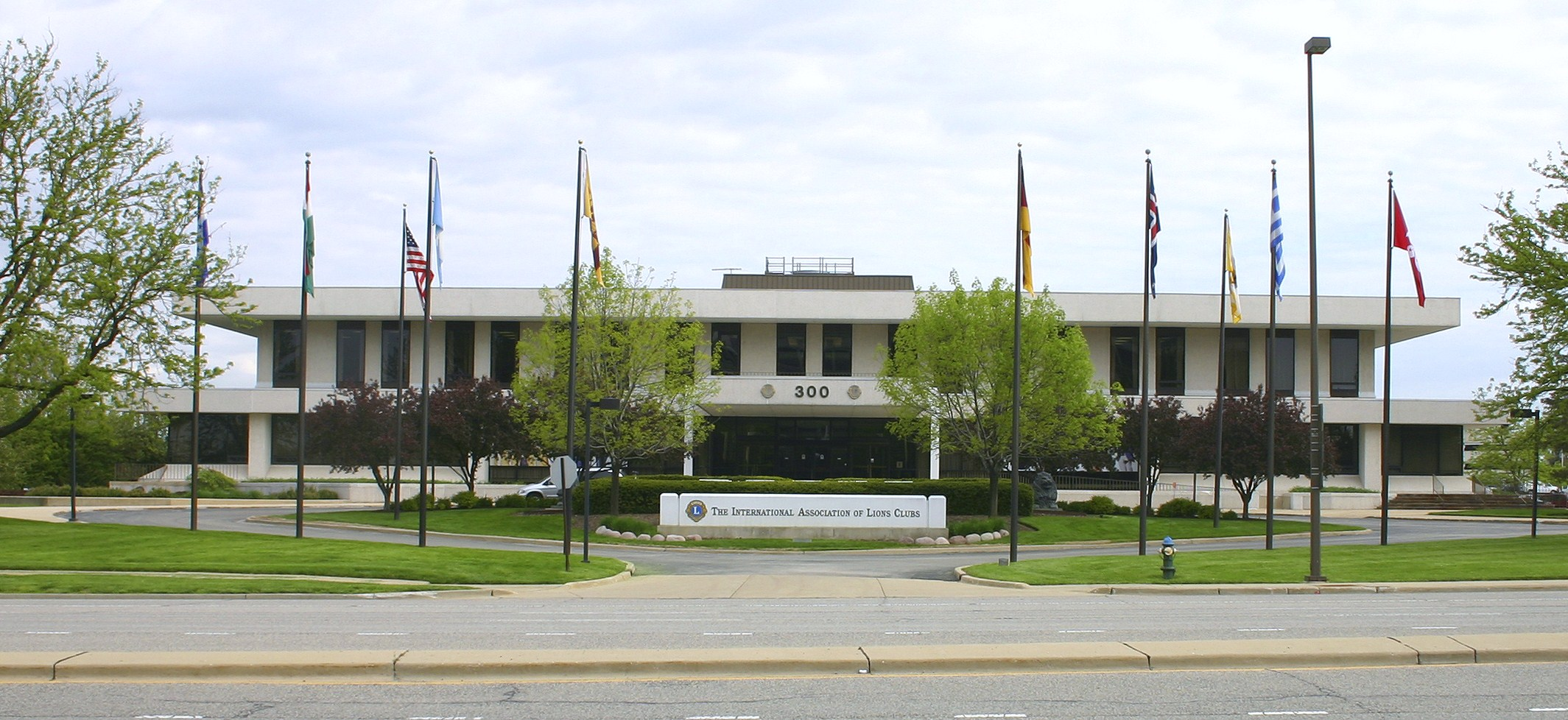
Lions Clubs huvudkontor i Chicago.

Lions Clubs International, ofta benämnd Lions eller Lions Club på svenska, är en ideell internationell välgörenhetsorganisation som bildades i Chicago den 7 juni 1917 av affärsmannen Melvin Jones. 1948 kom lionsrörelsen till Europa och Lions Club Stockholm bildades som den första klubben i Europa. Initiativtagare var Torgny Lange.Medlemmarna arbetar ideellt och utan politiskt eller religiöst ställningstagande för människor i nöd och en värld i fred, efter FN:s deklaration om de mänskliga rättigheterna. Lions internationella motto är ”We Serve” (Vi hjälper), och det svenska mottot är ”För samhällsansvar och livskvalité”. Lions ursprungliga devis var Liberty intelligence our nation's safety, där initialerna bildade ordet Lions. Utifrån detta antog man ett lejon som symbol. Lions logotyp utgörs av bokstaven L omgiven av två lejonansikten som är höger- res. vänstervända.
Administrationskostnader finansieras genom medlemsavgifter och alla insamlade medel går oavkortat till behövande. I hela världen finns 1,35 miljoner medlemmar i 207 länder och geografiska områden. I Sverige finns omkring 12 000 medlemmar i 471 klubbar (2014). Lions medlemmar är män och kvinnor som arbetar aktivt med aktiviteter för att få in medel till hjälp- och samhällsprojekt. Insamlingsaktiviteter kan vara kulturevenemang, konstutställningar, loppmarknader, aktiviteter för ungdomar och försäljning av lotter med mera. 
Hjälpaktiviteterna sker både i Sverige och internationellt. I Sverige sker dessa på lokal och nationell nivå. Internationellt sker det ofta genom Lions Clubs International Foundation (LCIF, som är Lions internationella hjälpfond). Exempel på lokala hjälpaktiviteter är stöd till barn och ungdomar genom program för skolor i värdegrundsarbete samt arbete mot mobbning och droger. På nationell nivå stödjer Lions handikappidrott.

## Galleri

Affisch för ett arrangemang av Lions. Brita Borg och Flickery Flies uppträdde på Barnens Dag i Ystad 1964.
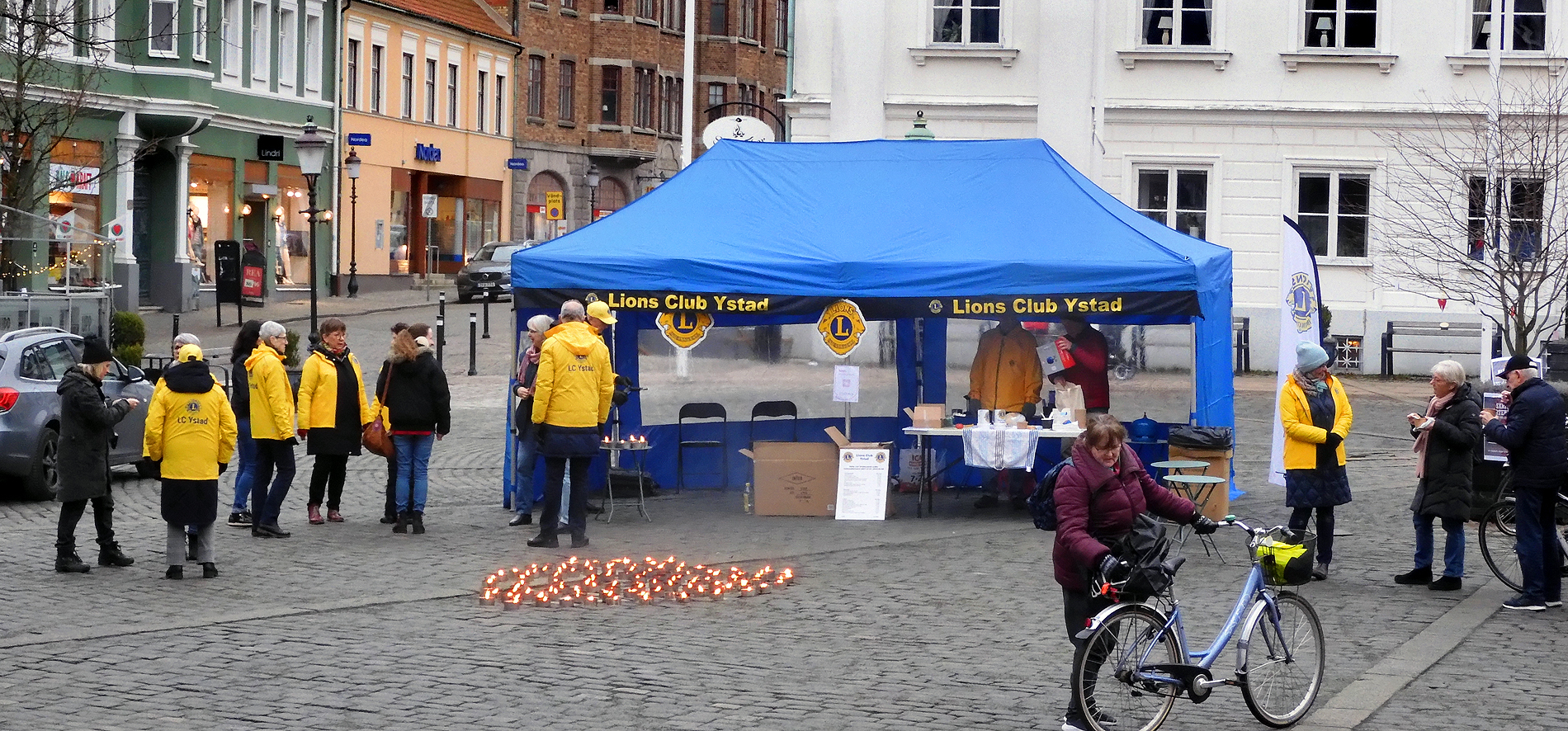
Lions Club på Stortorget i Ystad på alla hjärtans dag 14 februari 2023.
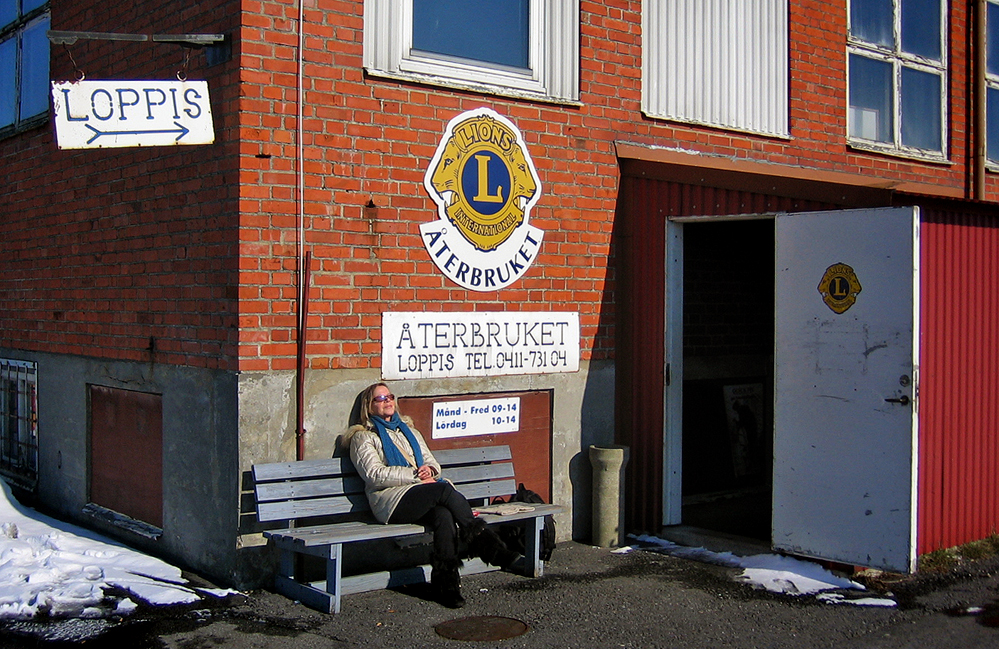
Lions Loppis "Återbruket" i Ystad.